# Ванесса Енджел
Ванесса Меделін Енджел (англ. Vanessa Madeline Angel; 10 листопада 1966) — британська акторка і фотомодель.

## Біографія
Народилася 10 листопада 1966 року в Лондоні, Англія, Велика Британія.
У віці 14 років почала з'являтися на обкладинках таких популярних журналів, як Vogue і Cosmopolitan.
У середині 1980-х почала акторську кар'єру, граючи невеликі ролі у фільмах «Шпигуни, як ми», «Король Нью-Йорка» і «Стій, або моя мама стрілятиме». З 1994 по 1998 рік знімалася у телесеріалі «Чудернацька наука». У 1996 розі зіграла одну з головних ролей у фільмі «Королі боулінгу».

## Особисте життя
Одружена з Ріком Отто з 1996 року, є одна дитина.

## Фільмографія
| Рік       |    | Українська назва              | Оригінальна назва                       | Роль                          |
| --------- | -- | ----------------------------- | --------------------------------------- | ----------------------------- |
| 1985      | ф  | Шпигуни, як ми                | Spies Like Us                           | Russian Rocket Crewperson     |
| 1988      | с  | Праведник                     | The Equalizer                           | Крістін Гейс                  |
| 1989      | ф  | Ще один шанс                  | Another Chance                          | Джекі Йохансон                |
| 1990      | ф  | Король Нью-Йорка              | King of New York                        | британка                      |
| 1991      | с  | Рятівники Малібу              | Baywatch                                | Меган                         |
| 1992      | ф  | Стій, або моя мама стрілятиме | Stop! Or My Mom Will Shoot              | стюардеса                     |
| 1992      | с  | Ворон                         | Raven                                   | бортпровідниця                |
| 1992—1993 | с  | Обґрунтовані сумніви          | Reasonable Doubts                       | детектив Пеггі Елліотт        |
| 1993      | с  | Район Мелроуз                 | Melrose Place                           | Карен                         |
| 1993      | с  | Вона написала вбивство        | Murder, She Wrote                       | Кетрін Скофілд                |
| 1994      | с  | Пороги часу                   | Time Trax                               | Джейн Гоукінс                 |
| 1994—1998 | с  | Чудернацька наука             | Weird Science                           | Ліза                          |
| 1994      | ф  | Спи зі мною                   | Sleep with Me                           | Маріанна                      |
| 1996      | ф  | Королі боулінгу               | Kingpin                                 | Клаудія                       |
| 1997      | с  | Салон Вероніки                | Veronica's Closet                       | Сюзанна                       |
| 1998      | ф  | Поцілунок понарошку           | Kissing a Fool                          | Наташа                        |
| 2000      | с  | Зоряна брама: SG-1            | Stargate SG-1                           | Еніс / Фрея                   |
| 2000      | ф  | Агенти пекла                  | G-Men from Hell                         | Глорія Лейк                   |
| 2001      | ф  | Камуфляж                      | Camouflage                              | Сінді Девіс                   |
| 2003      | с  | Жіноча бригада                | The Division                            | Мері Тернер                   |
| 2005      | с  | Антураж                       | Entourage                               | Венесса Енджел                |
| 2005      | ф  | Люті акули                    | Raging Sharks                           | Лінда Ольсен                  |
| 2007      | тф | Планета динозаврів            | Planet Raptor                           | доктор Анна Роджерс           |
| 2009      | с  | Врятуйте Грейс                | Saving Grace                            | Полін Гувер                   |
| 2009      | ф  | Нескінченний ледар            | Endless Bummer                          | Бренда                        |
| 2011      | ф  | Безшлюбний тиждень            | Hall Pass                               | Міссі                         |
| 2011      | ф  |                               | Cougar Hunting                          | Урсула                        |
| 2011      | тф |                               | Christmas Spirit                        | Хоуп                          |
| 2012      | с  | Секс і Каліфорнія             | Californication                         | Елісон                        |
| 2013      | ф  | Пляжна вечірка                | National Lampoon Presents: Surf Party   | Бренда                        |
| 2013      | ф  |                               | Hansel & Gretel: Warriors of Witchcraft | пані Кіган                    |
| 2014      | с  |                               | Hello Ladies                            | Мак-Кедемс                    |
| 2016      | ф  |                               | Lockhart: Unleashing the Talisman       | Ліліт                         |
| 2016      | тф |                               | My Summer Prince                        | королева Розалінда Еджмірська |
| 2017      | с  |                               | Being Mary Jane                         | Олівія Вінтроп                |
| 2017      | ф  |                               | Lycan                                   | проф. Андерсон                |
| 2018      | ф  |                               | Behind the Walls                        | Кеті Гарпер                   |
| 2018      | ф  |                               | Trouble Sleeping                        | Ванесса                       |
| 2019      | ф  |                               | Sweet Inspirations                      | Валері                        |
| 2019      | с  |                               | Crown Lake                              | д-р Льюїс                     |
| 2019—2020 | с  |                               | Sons of Thunder                         | Джекі                         |
| 2021      | ф  |                               | Courting Mom and Dad                    | Челсі Драєр                   |
| 2021      | ф  |                               | Hot Water                               | Ненсі                         |